# Балинська сільська рада
Ба́линська сільська́ ра́да — адміністративно-територіальна одиниця та орган місцевого самоврядування в Дунаєвецькому районі Хмельницької області. Адміністративний центр — село Балин.

## Загальні відомості
Балинська сільська рада утворена в 1925 році.
- Територія ради: 4,336 км²
- Населення ради: 2 866 осіб (станом на 2001 рік)

## Населені пункти
Сільській раді підпорядковані населені пункти:
- с. Балин
- с. Балинівка

## Склад ради
Рада складається з 20 депутатів та голови.
- Голова ради: Коваль Сергій Васильович
- Секретар ради: Зборовська Світлана Станіславівна

### Керівний склад попередніх скликань
| Прізвище, ім'я, по батькові | Основні відомості                                                 | Дата обрання | Дата звільнення |
| --------------------------- | ----------------------------------------------------------------- | ------------ | --------------- |
| Мельничук Микола Васильович | Сільський голова, 1959 року народження, безпартійний              | 26.03.2006   | 31.10.2010      |
| Коваль Сергій Васильович    | Сільський голова, 1977 року народження, освіта вища, безпартійний | 31.10.2010   |                 |

Примітка: таблиця складена за даними сайту Верховної Ради України

### Депутати
За результатами місцевих виборів 2010 року депутатами ради стали:

#### За суб'єктами висування
| Суб'єкт висування | Кількість обраних депутатів | %   |
| ----------------- | --------------------------- | --- |
| Самовисування     | 20                          | 100 |

#### За округами
| № округу | Прізвище, ім'я, по батькові       | Дата визнання обраним | Освіта             | Партійна приналежність | Відомості про обраного депутата                                                    |
| -------- | --------------------------------- | --------------------- | ------------------ | ---------------------- | ---------------------------------------------------------------------------------- |
| 1        | Мединський В'ячеслав Михайлович   | 04.11.2010            | вища               | позапартійний          | КСП «Балинське», агроном                                                           |
| 2        | Дерехівська Лариса Олександрівна  | 04.11.2010            | середня            | позапартійна           | Дунаєвецька ТВБВ 66, контролер-касир                                               |
| 3        | Ходаков Степан Петрович           | 04.11.2010            | вища               | позапартійний          | ВПУ-36, заступник директора                                                        |
| 4        | Дзюба Людмила Іванівна            | 04.11.2010            | вища               | позапартійна           | Балинська сільська рада, бухгалтер                                                 |
| 5        | Слободян Рімма Віталіївна         | 04.11.2010            | вища               | позапартійна           | ВПУ-36, викладач                                                                   |
| 6        | Олійник Михайло Анатолійович      | 04.11.2010            | вища               | позапартійний          | Балинська амбулаторія, головний лікар                                              |
| 7        | Балицька Майя Іванівна            | 04.11.2010            | вища               | позапартійна           | Балинська загальноосвітня школа, вчитель                                           |
| 8        | Конопельнюк Тетяна Анатоліївна    | 04.11.2010            | вища               | позапартійна           | ВПУ-36, викладач спец. дисциплін                                                   |
| 9        | Костюк Володимир Анатолійович     | 04.11.2010            | вища               | позапартійний          | Із'яславська виправна колонія № 31, старший інспектор по роботі з особовим складом |
| 10       | Чміль Анатолій Васильович         | 04.11.2010            | вища               | позапартійний          | ВПУ-36, старший майстер                                                            |
| 11       | Костюк Наталія Йосипівна          | 04.11.2010            | вища               | позапартійна           | дитячий садок «Дзвіночок», завідувачка                                             |
| 12       | Сірант Любов Володимирівна        | 04.11.2010            | вища               | позапартійна           | ВПУ-36, майстер викладач                                                           |
| 13       | Палійчук Микола Олексійович       | 04.11.2010            | середня            | позапартійний          | КСП «Балинське», завідувач току                                                    |
| 14       | Трачук Сергій Іванович            | 04.11.2010            | середня спеціальна | позапартійний          | ВПУ-36, майстер виробничого навчання                                               |
| 15       | Гуцал Олександр Васильович        | 04.11.2010            | вища               | позапартійний          | ВПУ-36, викладач спец. дисциплін                                                   |
| 16       | Зборовська Світлана Станіславівна | 04.11.2010            | вища               | позапартійна           | Балинська сільська рада, секретар                                                  |
| 17       | Колісник Степан Трохимович        | 04.11.2010            | вища               | позапартійний          | Балинський музей, завідувач                                                        |
| 18       | Нечипорук Сергій Миколайович      | 04.11.2010            | вища               | позапартійний          | ВПУ-36, завідувач майстерні                                                        |
| 19       | Лиманюк Наталія Василівна         | 04.11.2010            | середня спеціальна | позапартійна           | ТОВ «Еколінія», апаратник                                                          |
| 20       | Городецький Микола Йосипович      | 04.11.2010            | середня спеціальна | позапартійний          | пенсіонер                                                                          |